# خیلی بد (فیلم)
خیلی بد (به انگلیسی: Superbad) فیلمی کمدی محصول سال ۲۰۰۷ و به کارگردانی گرگ موتلا و تهیه‌کنندگی جاد اپتاو است. در این فیلم جونا هیل و مایکل سرا در نقش‌های ست و اوان، دو نوجوانی که در آستانه فارغ‌التحصیلی از دبیرستان هستند، بازی می‌کنند. آن‌ها می‌خواهند قبل از فارغ‌التحصیلی مهمانی برگزار کنند و بکارت خود را از دست بدهند اما برنامه آن‌ها سخت‌تر از حد انتظار است. نام شخصیت‌های اصلی بر اساس نام اصلی فیلم‌نامه‌نویس‌ها، ست روگن و اوان گلدبرگ انتخاب شده‌است. روگن و گلدبرگ نوشتن فیلم‌نامه را بر اساس تجربیات‌ خود در سال آخر دبیرستان و زمانی‌که ۱۳ سال داشتند، شروع کردند.
فیلم با تحسین منتقدان همراه بود و منتقدان از دیالوگ‌ها و اجرای تیم بازیگری تمجید کردند. همچنین این فیلم در گیشه با موفقیت عمل کرد و بیش از ۱۷۰ میلیون دلار فروش رفت، درحالیکه بودجه ساخت آن ۲۰ میلیون دلار بود. خیلی بد در رده ۴۸۷ از ۵۰۰ فیلم برتر تاریخ امپایر قرار دارد.

## داستان
ست (جونا هیل)، اوان (مایکل سرا) و فوگل (کریستوفر مینتس-پلس) سه دانش‌آموز دبیرستانی هستند که در آستانه رفتن به کالج‌های مختلف هستند. این سه نفر توسط ژول (اما استون) به یک مهمانی دعوت می‌شوند، آن‌ها قصد دارند از این فرصت استفاده کنند و رابطه دوستی با دختر‌‌ها برقرار کنند، اما برنامه آن‌ها برای مهمانی سخت‌تر از حد انتظار می‌شود و گرفتار دو مامور پلیس به نام‌های استیلر (بیل هیدر) و مایکلز (ست روگن) می‌شوند.

## بازیگران
- جونا هیل در نقش ست
- مایکل سرا در نقش اوان
- کریستوفر مینتس-پلس در نقش فوگل
- بیل هیدر در نقش افسر استیلر
- ست روگن در نقش افسر مایکلز
- اما استون در نقش ژول
- مارتا مک‌آیزاک در نقش بکا
- لورا مارانو در نقش نوجوانی بکا
- آویوا بائومان در نقش نیکول
- جو لو ترولیو در نقش فرانسیس
- کوین کوریگان در نقش مارک
- دیو فرانکو در نقش گرگ
- استیسی ادواردز در نقش جین
- دیوید کرامهولتز در نقش بنجی
- مارتین استار در نقش جیمز
- لورن میلر در نقش اسکارلت
- کارلا گالو در نقش جاسیندا